# 아마시
아마시(일본어: あま市)는 일본 아이치현 서부에 있는 도시이다. 2010년 3월 22일에 가이후군 싯포정, 미와정, 지모쿠지정이 합병해 신설되었다.

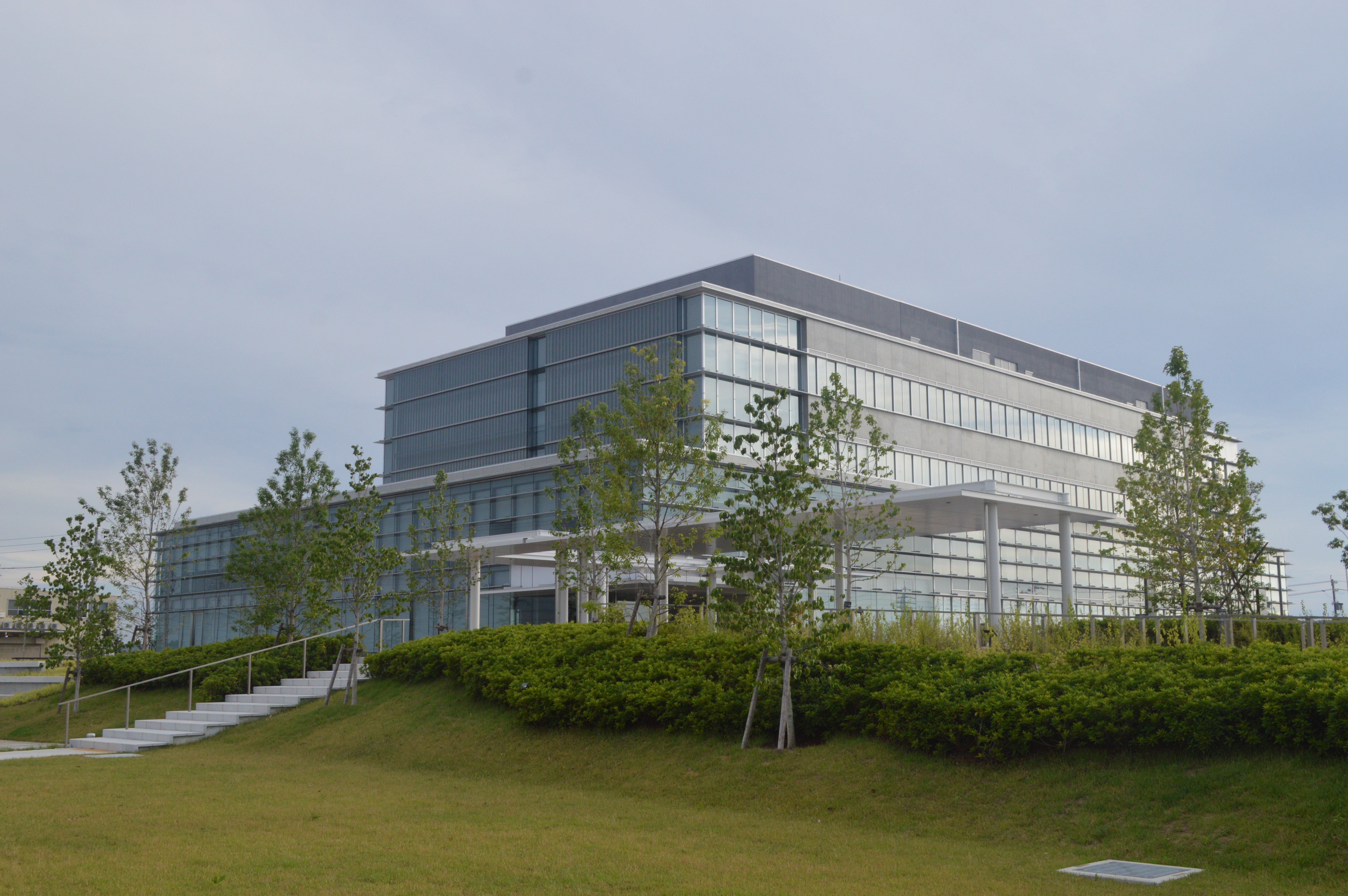
아마시청

## 인접하는 자치체
- 나고야시(나카가와구, 나카무라구)
- 이나자와시
- 기요스시
- 쓰시마시
- 아이사이시
- 아마군 오하루정
- 아마군 가니에정

## 교통

### 철도
- 나고야 철도 쓰시마선

### 도로
- 히가시메이한 자동차도
- 국도 제302호선

## 인구
| 연도 | 인구   | ±%     |
| ---- | ------ | ------ |
| 1950 | 24,260 | —      |
| 1960 | 25,229 | +4.0%  |
| 1970 | 48,854 | +93.6% |
| 1980 | 70,190 | +43.7% |
| 1990 | 76,659 | +9.2%  |
| 2000 | 82,321 | +7.4%  |
| 2010 | 86,608 | +5.2%  |